# Brevitubus lunatus
Espèce
Brevitubus lunatus est une espèce d'araignées aranéomorphes de la famille des Phrurolithidae.

## Distribution
Cette espèce est endémique du Guangxi en Chine,. Elle se rencontre dans le xian de Jinxiu.

## Description
Le mâle holotype mesure 3,49 mm.

## Systématique et taxinomie
Cette espèce a été décrite par Zhu, Liao, Yin et Xu en 2025.

## Publication originale
- Zhu, Liao, Yin & Xu, 2025 : « Brevitubus gen. nov. (Araneae, Phrurolithidae), a new guardstone spider genus from southern China, with descriptions of four new species and proposal of four new combinations. » Zootaxa, no 5637(3), p. 450-468.